# Jet Lowe

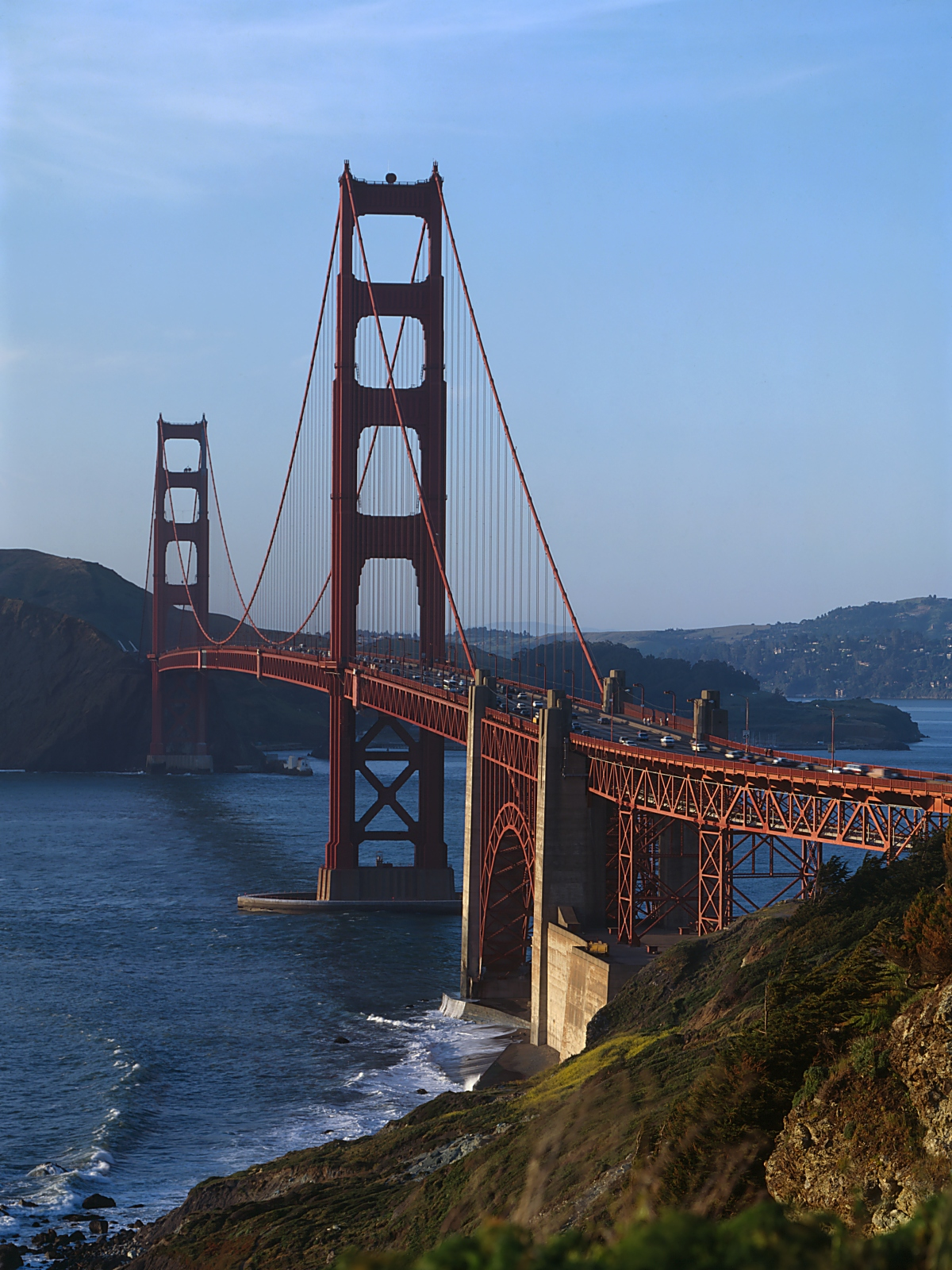
Jet Lowe: Golden Gate Bridge, 1984

John T. „Jet“ Lowe (* 1947) je americký fotograf se specializací na architekturu. Pro organizace U. S. National Park Service a Historic American Buildings Survey pořídil mnoho fotografií, které jsou public domain. Pracuje pro společnost Historic American Engineering Record (HAER) jako šéf fotografického oddělení. V roce 1986 byla publikována jeho knížka s názvem Industrial Eye: Photographs by Jet Lowe from the Historic American Engineering Record nakladatelstvím Preservation Press.

## Život a dílo
Při své práci používá velký formát k záznamu snímků významných a často ohrožených amerických průmyslových areálů pro program HAER instituce National Park Service. Tyto snímky spolu s rozsáhlou architektonickou historií a výkresy představují archiv průmyslových areálů. Dokumenty projektu jsou umístěny v knihovně Library of Congress a mnoho z nich je k dispozici on-line na internetových stránkách.
V roce 2001 Lowe pořídil rekonstrukci slavného obrazu Charlese Sheelera z roku 1927, na kterém se kříží dva pásové dopravníky ve firmě Ford River Rouge Complex.

## Galerie

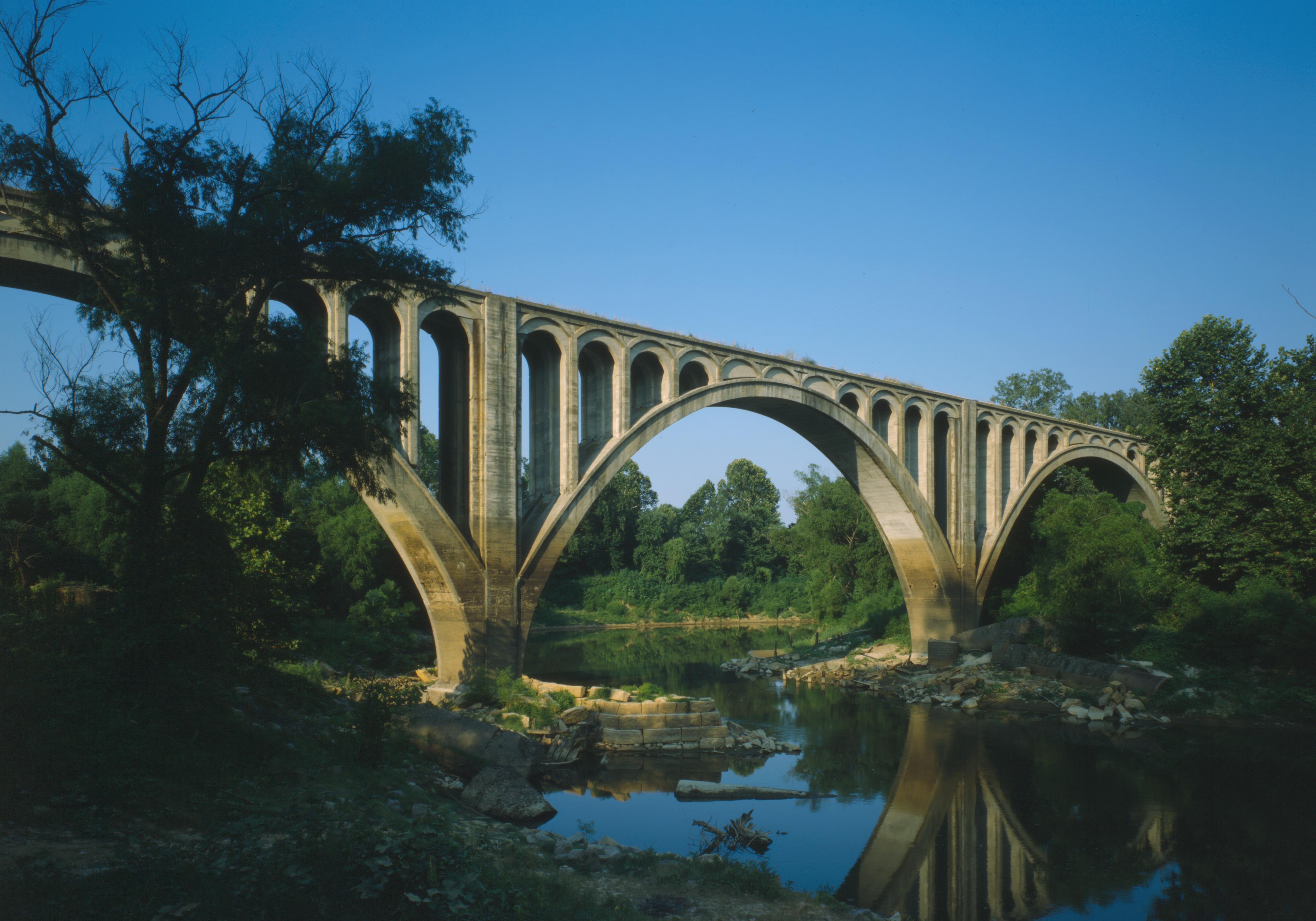
Big Black River Railroad Bridge
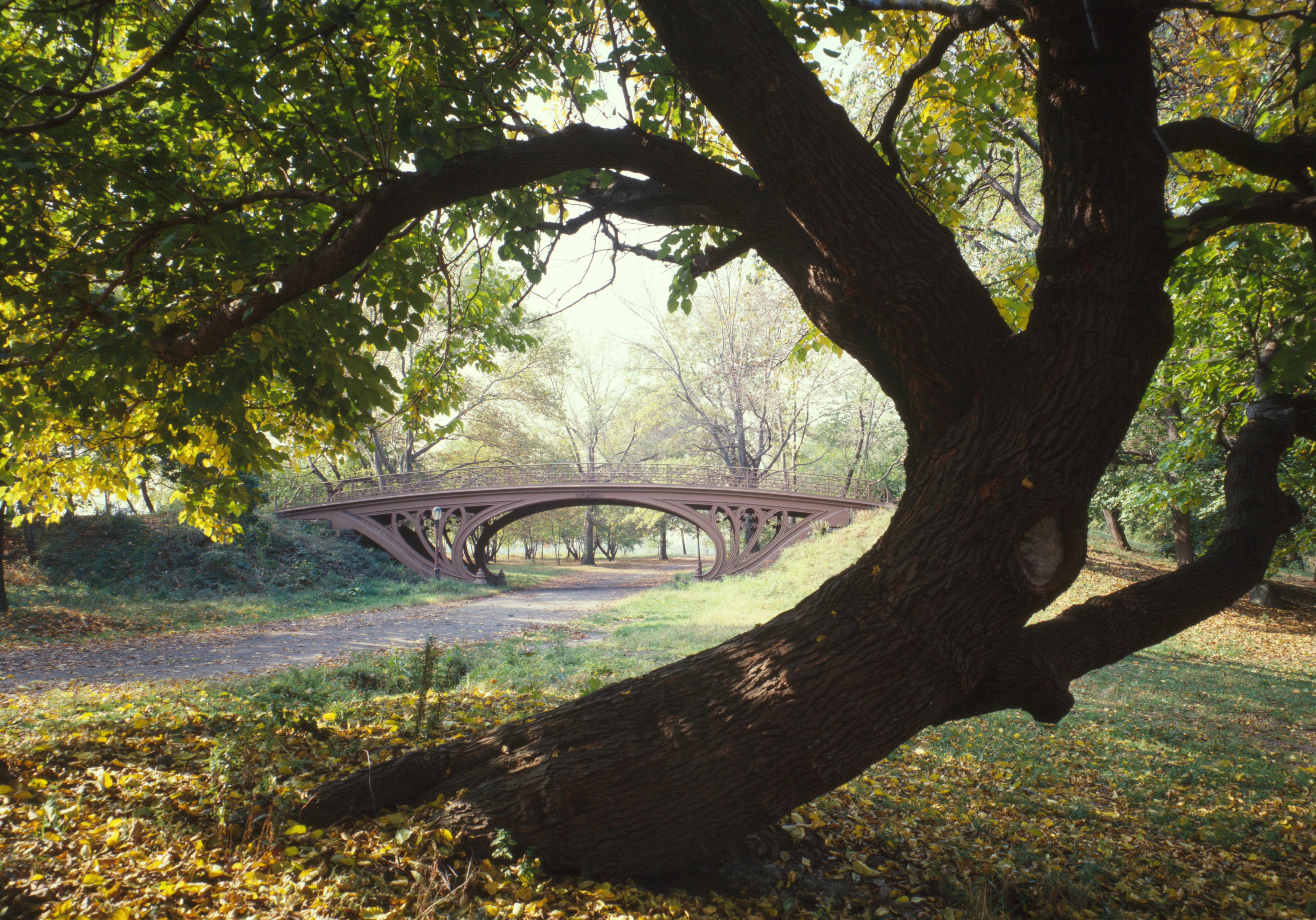
Central Park New York City
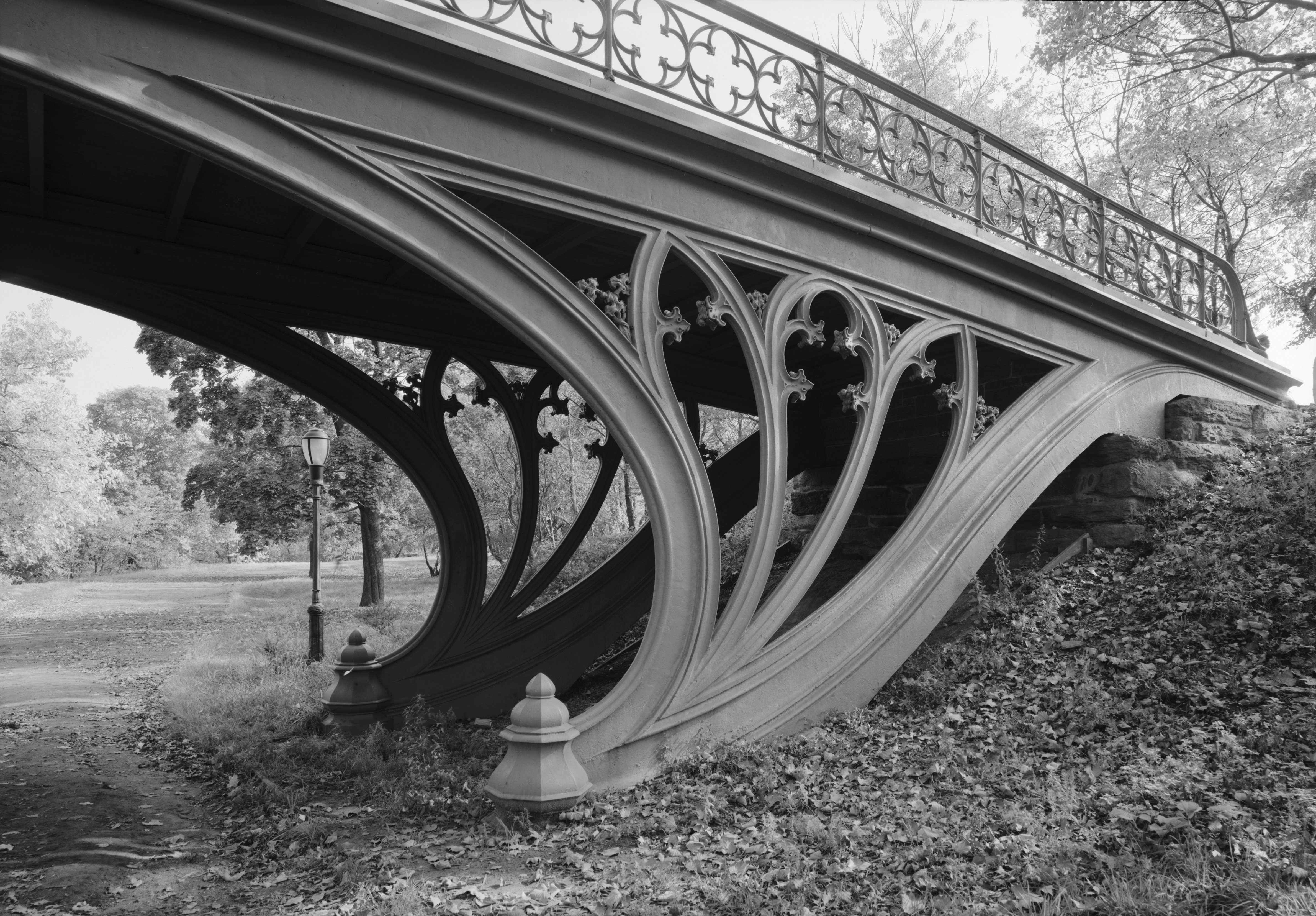
Central Park New York City
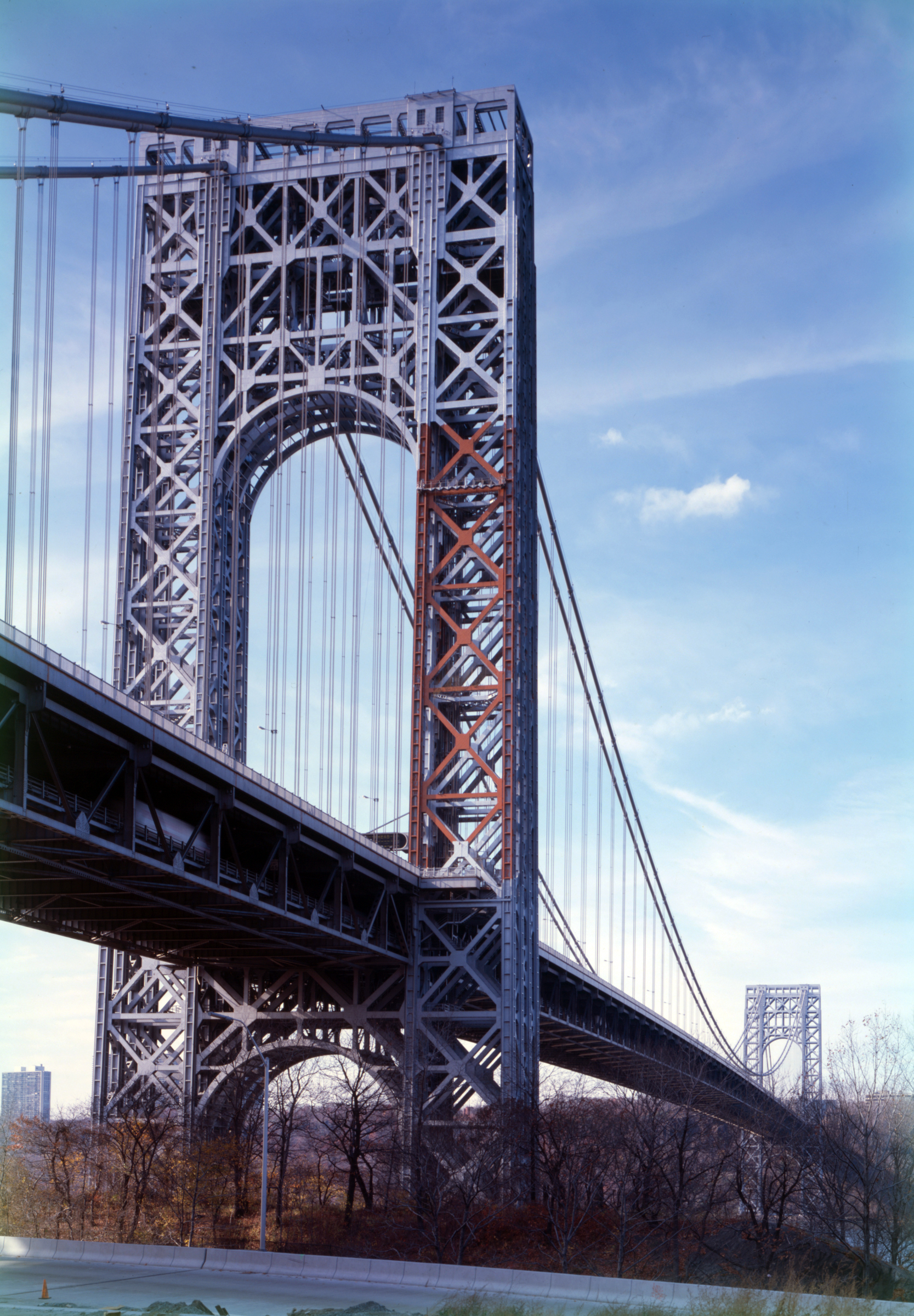
George Washington Bridge
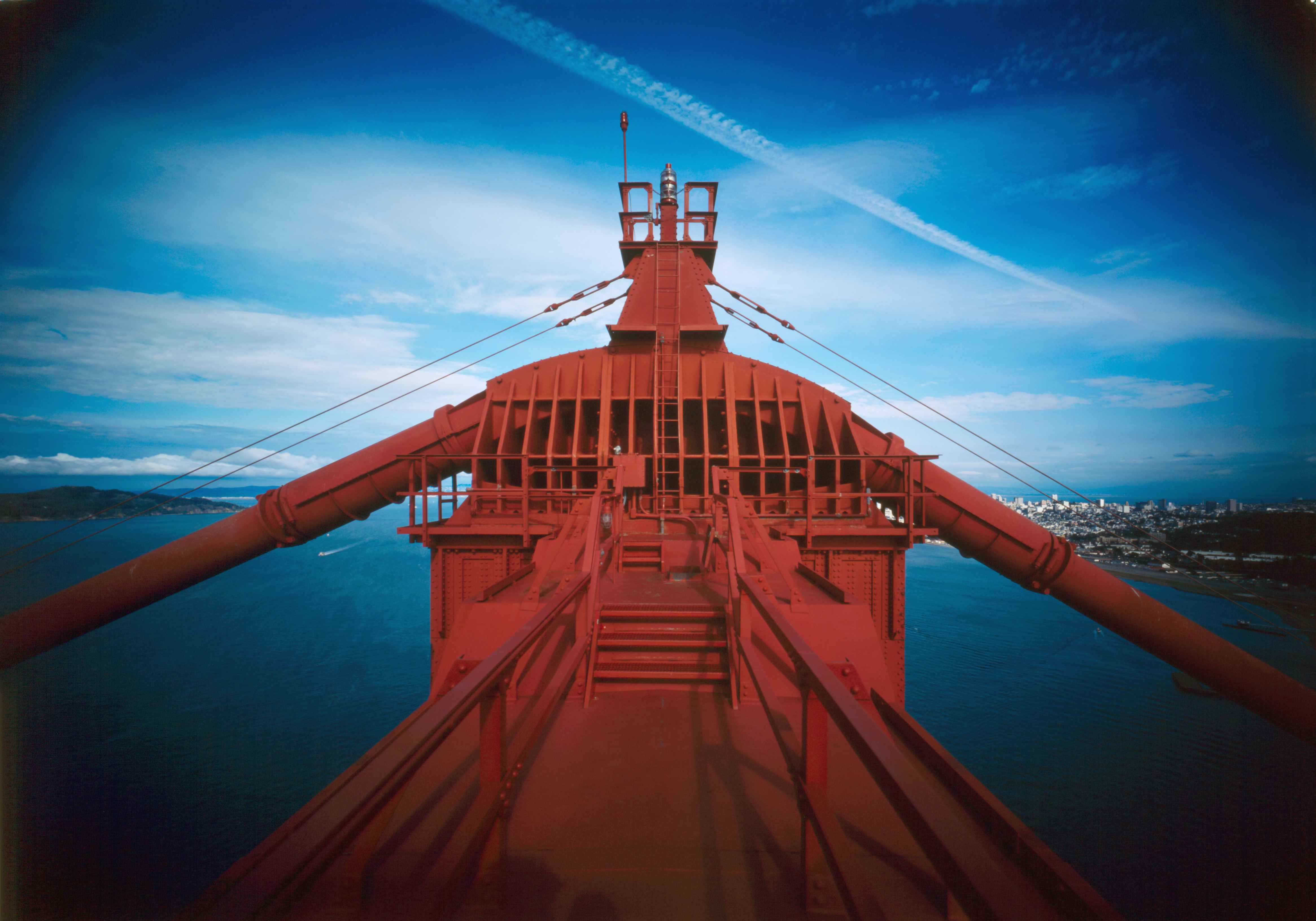
Golden Gate Bridge z Jižní věže
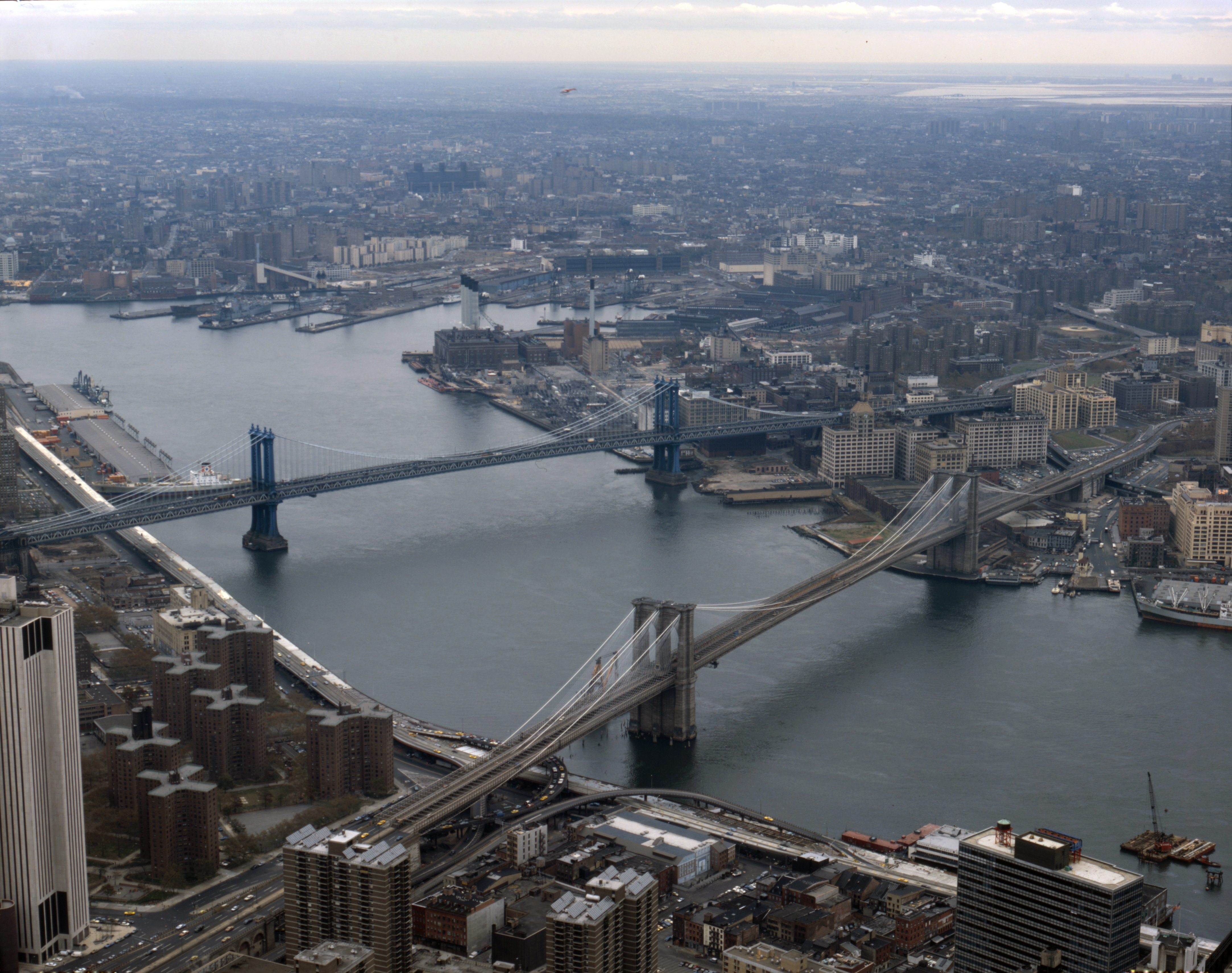
Brooklyn Bridge a řeka East River
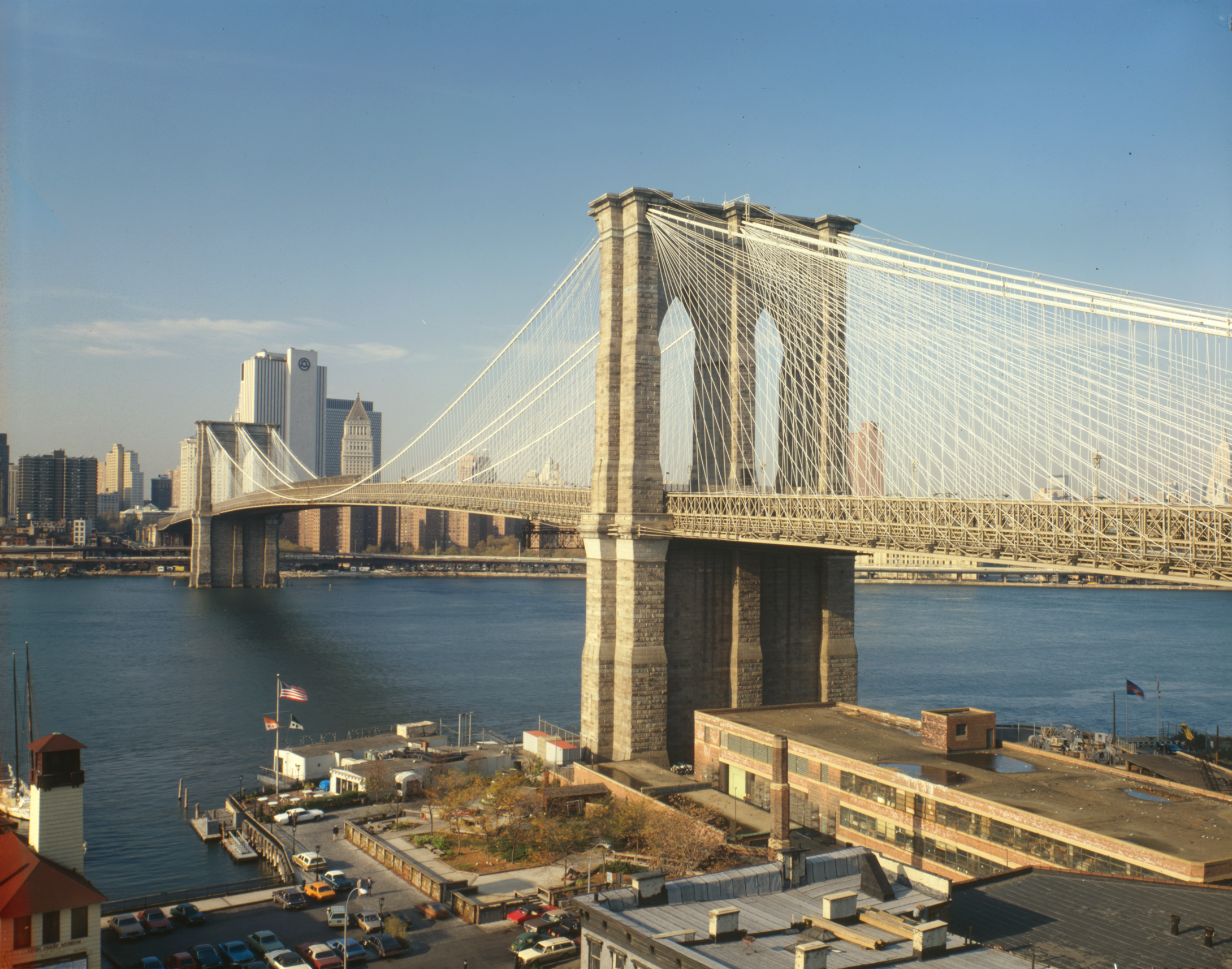
Brooklyn Bridge a řeka East River
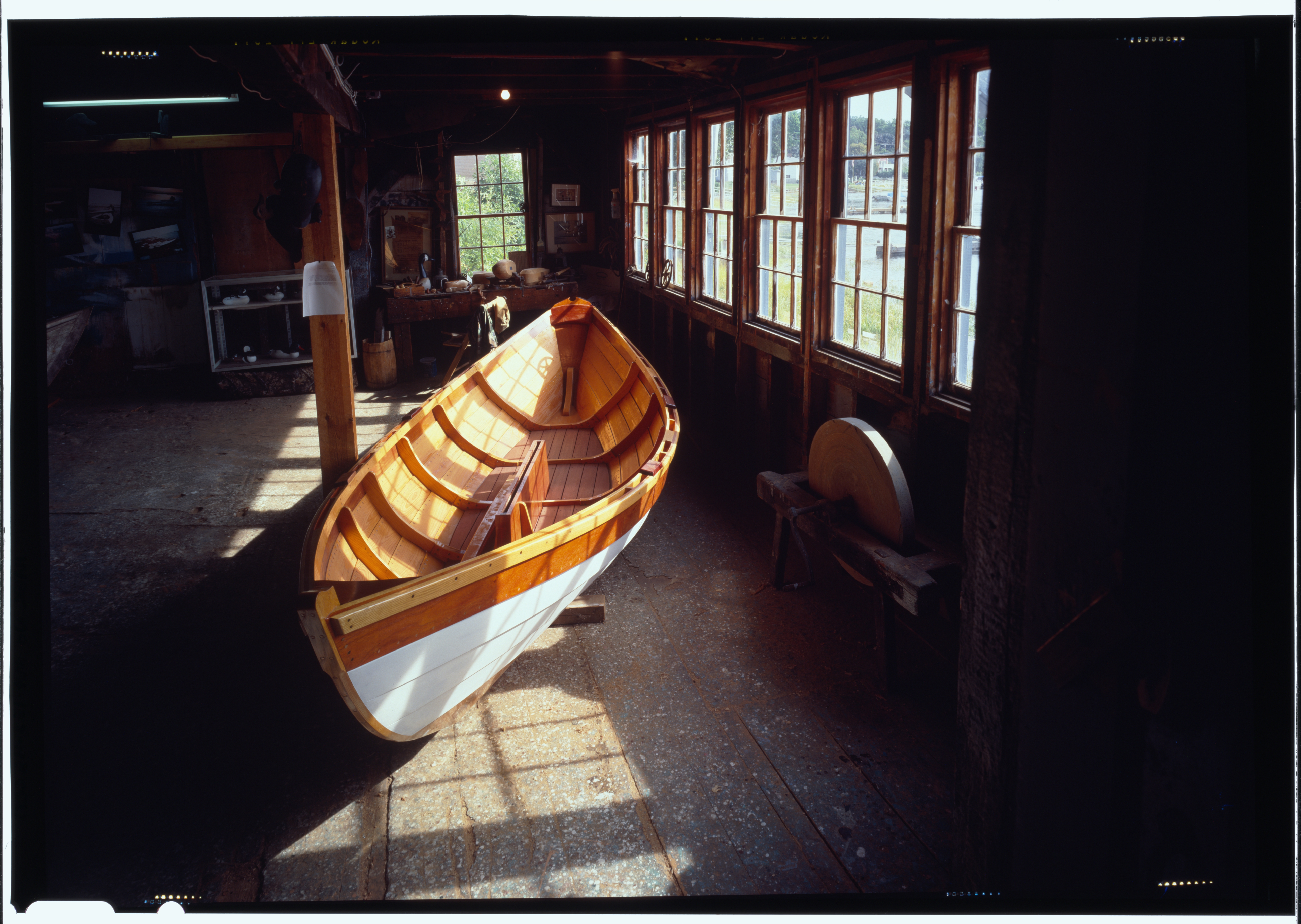
Lodní dílna Lowell's Boat Shop, Amesbury, Massachusetts